# Les Deuillants à Étaples
Les Deuillants à Étaples est un tableau de 1883 du peintre français d'origine picarde, Francis Tattegrain. Il fait partie de la collection du Musée de Picardie d’Amiens, en France. Ce tableau est une peinture à l'huile sur toile.

## Historique
Frère du sculpteur Georges Tattegrain, Francis Tattegrain, au talent reconnu - deux de ses toiles furent admises au Salon des artistes français en 1879 - se consacra principalement à la peinture de marines. Pour ce tableau, il obtint la médaille de deuxième classe au Salon de 1883, ce qui le mettait désormais hors concours.
Acheté par l'Etat, le tableau fut mis en dépôt au Musée de Picardie, en 1885.

## Caractéristiques
Les Deuillants à Étaples révèle Francis Tattegrain comme un maître du naturalisme marin. La composition du tableau est effectivement empruntée de réalisme et de pathétique : au premier plan, à proximité du rivage, de l'eau jusqu'en haut des jambes, deux femmes et un homme meurtris par la douleur et le froid attendent l'arrivée de la dépouille d'un pêcheur mort en mer. Au milieu, se dresse une femme portant un crucifix voilé d'un crêpe noir, à sa droite, un jeune homme tient à la main un rameau de buis, derrière elle, une autre femme cache sa douleur en s'appuyant contre le dos de la première. En peu de signes le peintre parvient à exprimer la place de la religion dans la vie de ces familles obscures constamment sous la menace des éléments déchaînés. Ils regardent le débarquement de la dépouille d'un marin portée de la barque de pêche vers le rivage par ses compagnons d'infortune. À l'arrière-plan, le ciel chargé de nuages gris et la mer brune se confondent. Au centre, le bateau de pêche et les marins, minuscules taches perdues dans les vagues, au premier plan les trois personnages (mère, épouse et frère du défunt ?) tout concourt à donner à cette œuvre sa dimension tragique.